# Aralia excelsa
Aralia excelsa là một loài thực vật có hoa trong Họ Cuồng. Loài này được (Griseb.) J.Wen mô tả khoa học đầu tiên năm 2001.